# بورتريه إنجيلي

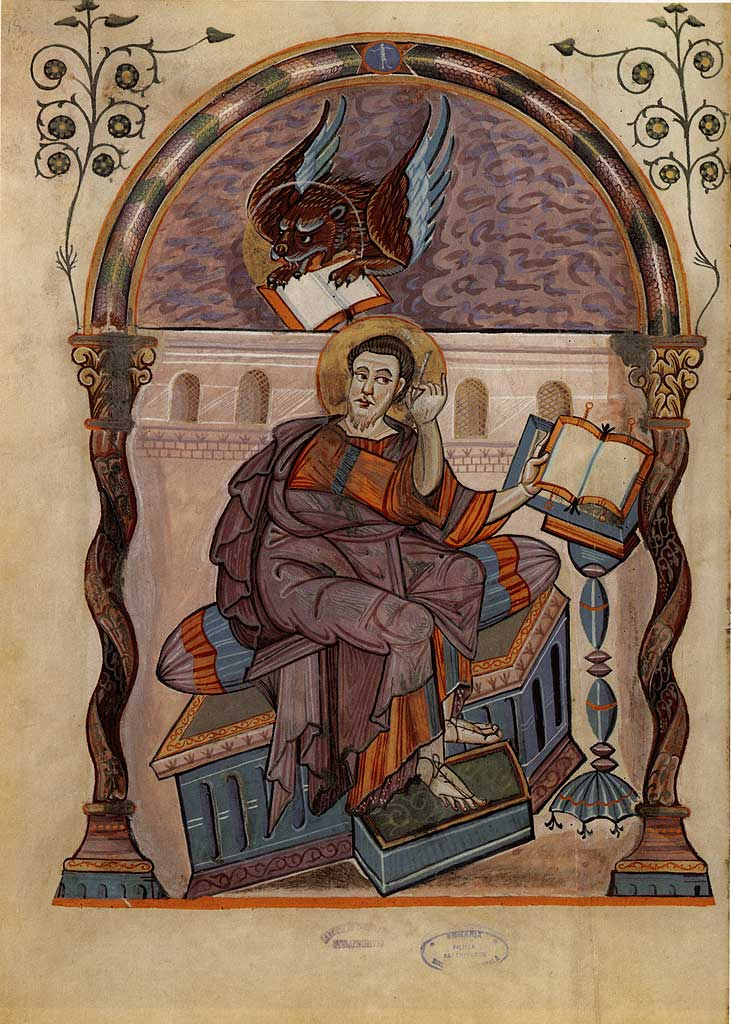
مخطوطة Aureus of Lorsch ، صورة لمارك برمزه ، حوالي 800

بورتريه الإنجيلي أو صورة الإنجيلي هي نوع محدد من المنمنمات المدرجة في مخطوطات الإنجيل المخطوطات القديمة والتي ترجع إلى العصور الوسطى ، وفي وقت لاحق في الأناجيل وغيرها من الكتب ، وكذلك الوسائط الأخرى. كل إنجيل الإنجيليين الأربعة ، كتب ماثيو ، مرقس ، لوقا ، وجون ، يمكن أن توضع قبل صورة الإنجيلي ، وعادة ما تشغل صفحة كاملة. قد تظهر رموزهم معهم ، أو بشكل منفصل. في كثير من الأحيان هم القسم الوحيد المذهب في المخطوطة. إنها سمة شائعة في كتب الإنجيل الأكبر من أقدم الأمثلة في القرن السادس حتى تراجع هذا التنسيق للكتب المصورة في العصور الوسطى العليا. 

## رموز الإنجيليين

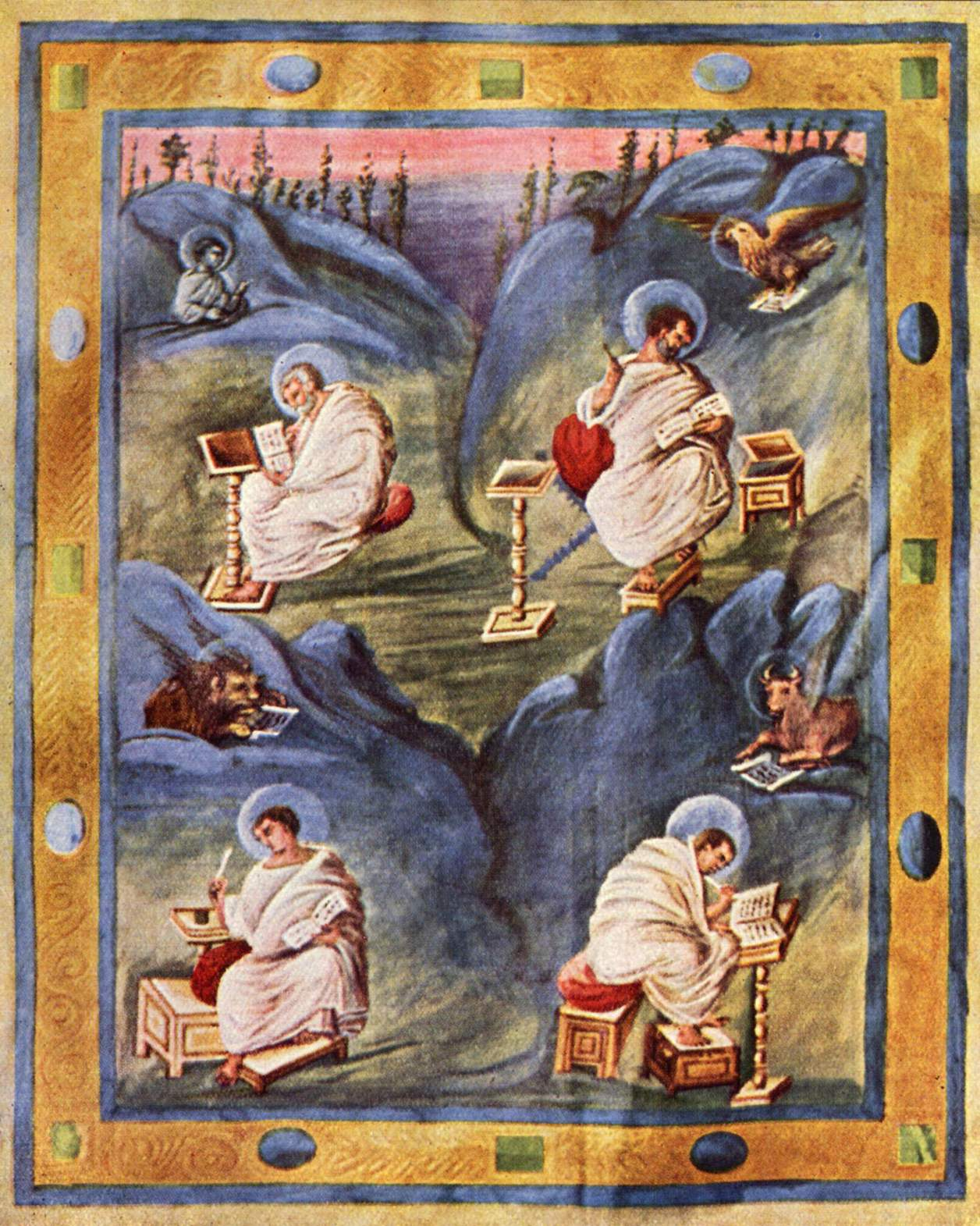
صورة مصغرة للكارولنجية تصور الإنجيليين برموزهم ، من إنجيل آخن ، 820

غالبًا ما كانت الرموز التقليدية للإنجيليين مدرجة في الصور ، أو خصوصًا في الصور والزخارف المستخدمة في الفن الجزيري ، إما أعطت صورًا إضافية خاصة بهم على صفحة منفصلة ، أو استخدمت بدلاً من صورة المبشر. الرموز هي: أسد مرقس ، إيجل جون ، ثور أو ربلة لوقا والملاك أو رجل ماثيو. غالبًا ما تظهر جميعها بأجنحة ، كما هو الحال في الأسد المجنح المألوف المستخدم في معطف البندقية ، الذي كان قديسه مارك. في بعض الأحيان ، كما في المثال في أناجيل لورش، تظهر الرموز التي تملي النص على المبشر. 

## معرض الصور

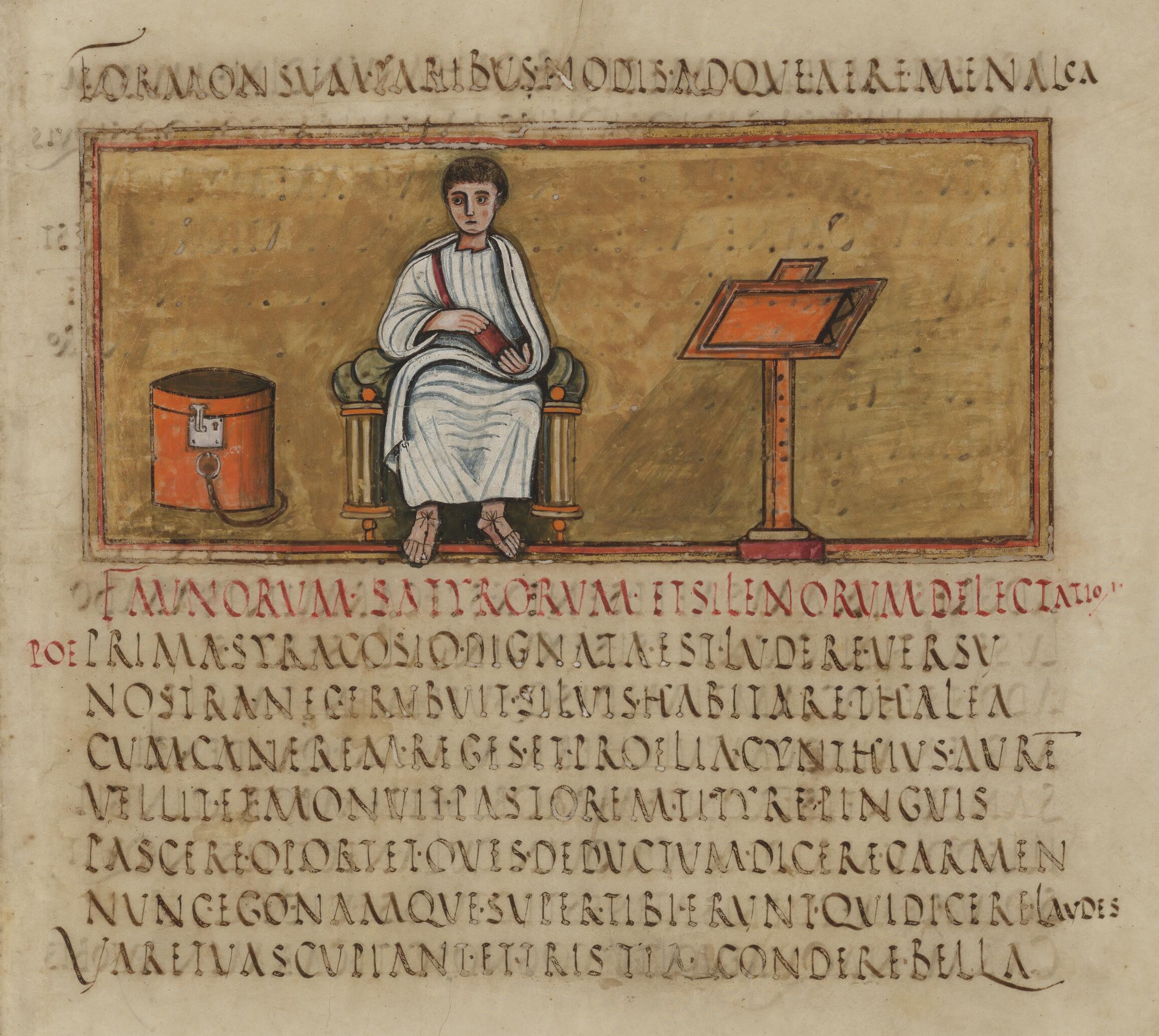
فيرجيل من الرومانية فيرجيل ، مؤلف علماني من القرن الخامس في التقليد الكلاسيكي لاحظ مربع التمرير ، على الرغم من أن الكتاب الموجود فيه عبارة عن مخطوطة .
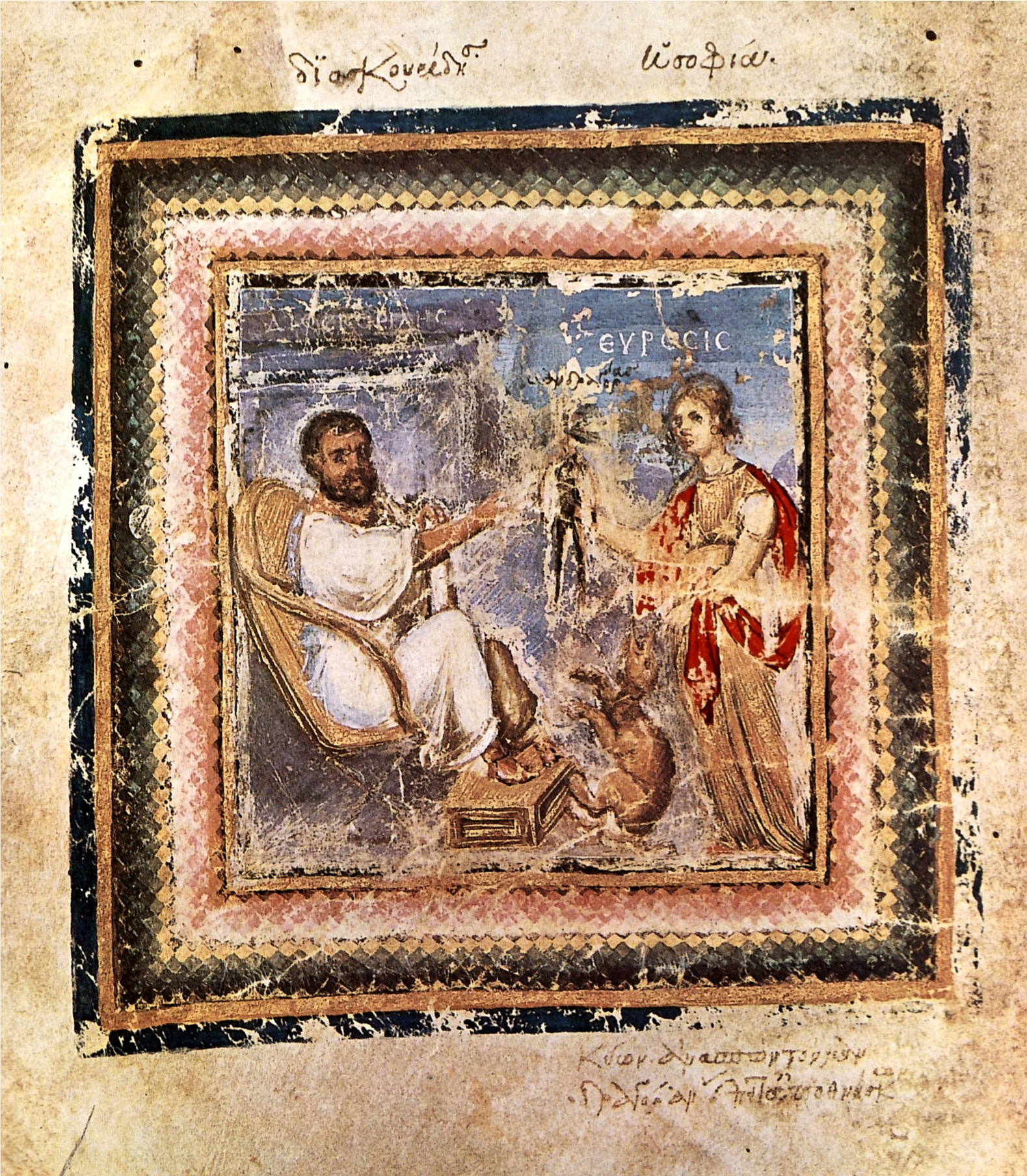
واحدة من ثلاث صور مؤلفة في كتاب Dioscurides في فيينا لمؤلف القرن الأول. إنه يرسم نباتًا يحمله تجسيده. أوائل القرن السادس البيزنطي.
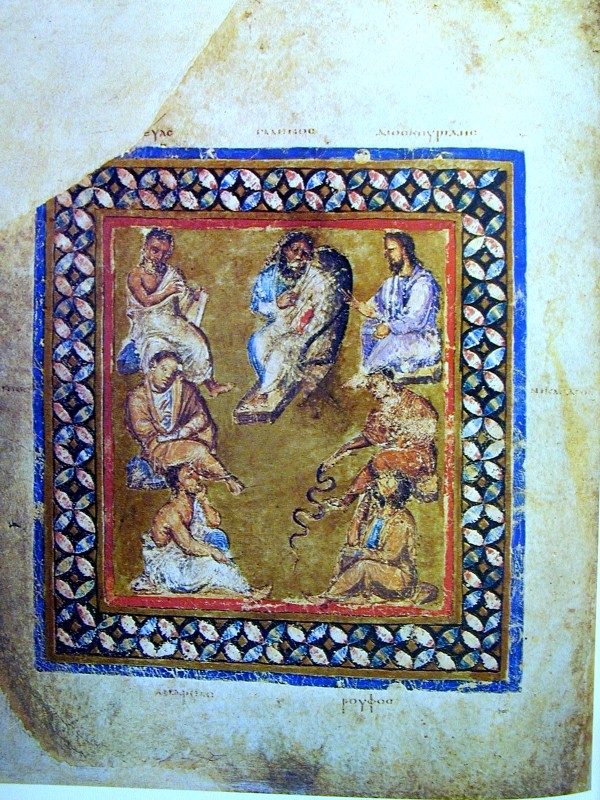
مجموعة مؤلف صورة لأطباء بارزين من Dioscurides فيينا من المفترض جمعها من صور فردية في أعمالهم. فقط جالين لديه كرسي.
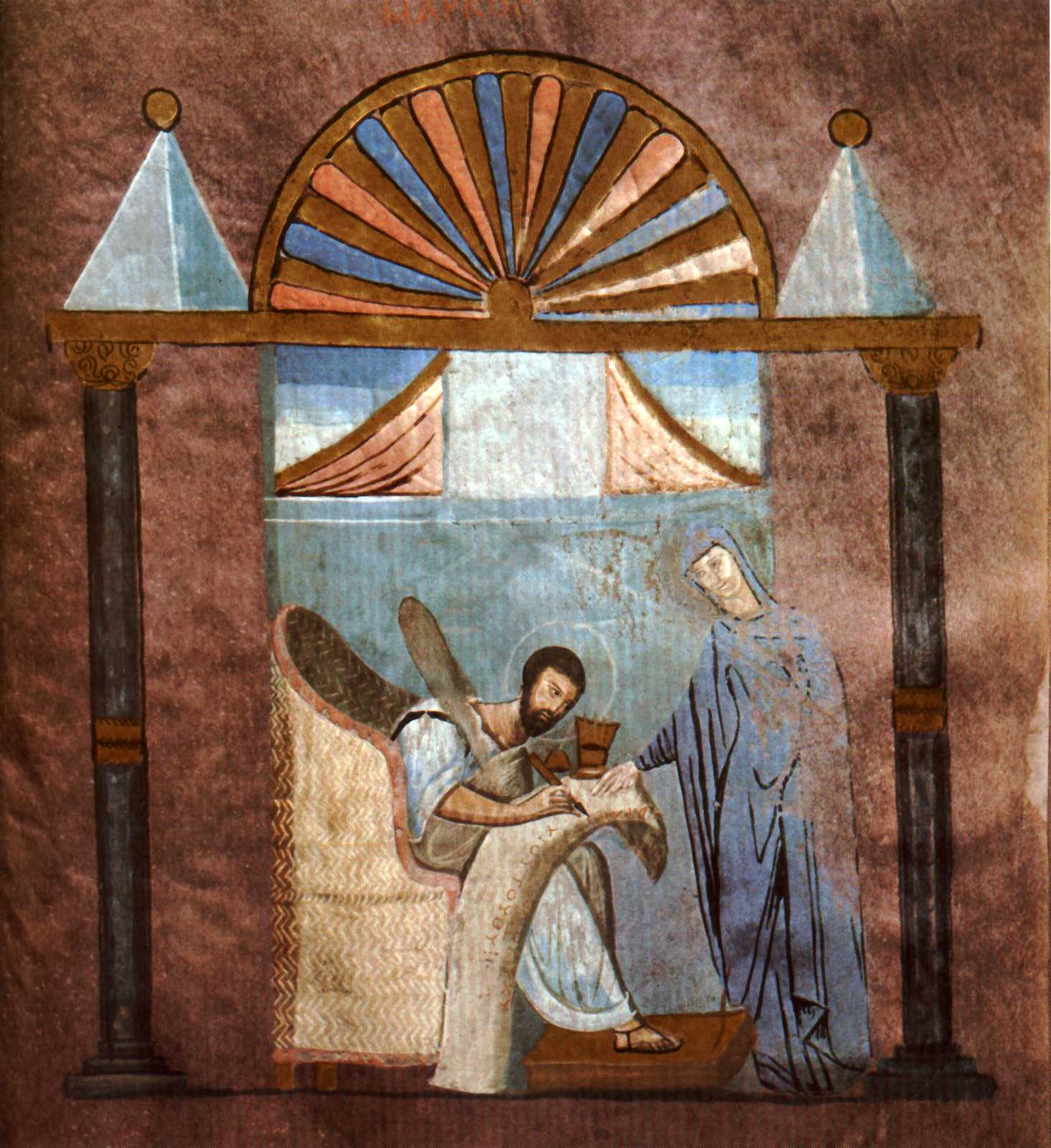
من بين أقدم صورة إنجيلية باقية ، في إنجيل روسانو ، مارك يكتب في لفافة ، القرن السادس. كتب تحت الحكم البيزنطي في إيطاليا (العلامة فوق كتفيه وصمة عار).
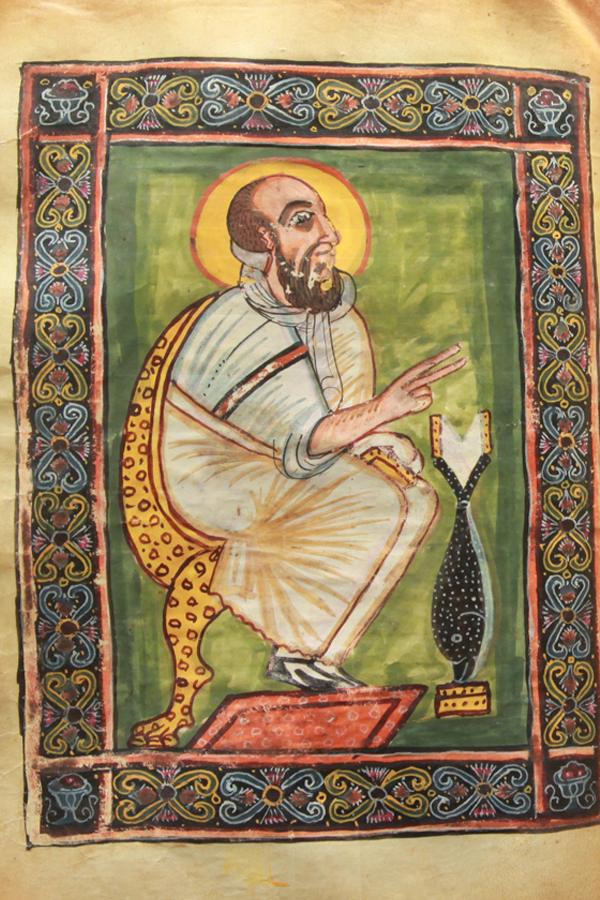
صورة للعلامة الإنجيلي من الاثيوبيه الأناجيل جاريما والكربون مؤرخة في 5 أو أوائل 6th القرن. كتب في أكسوم ، إثيوبيا ، في أعقاب النماذج المصرية القديمة المتأخرة.
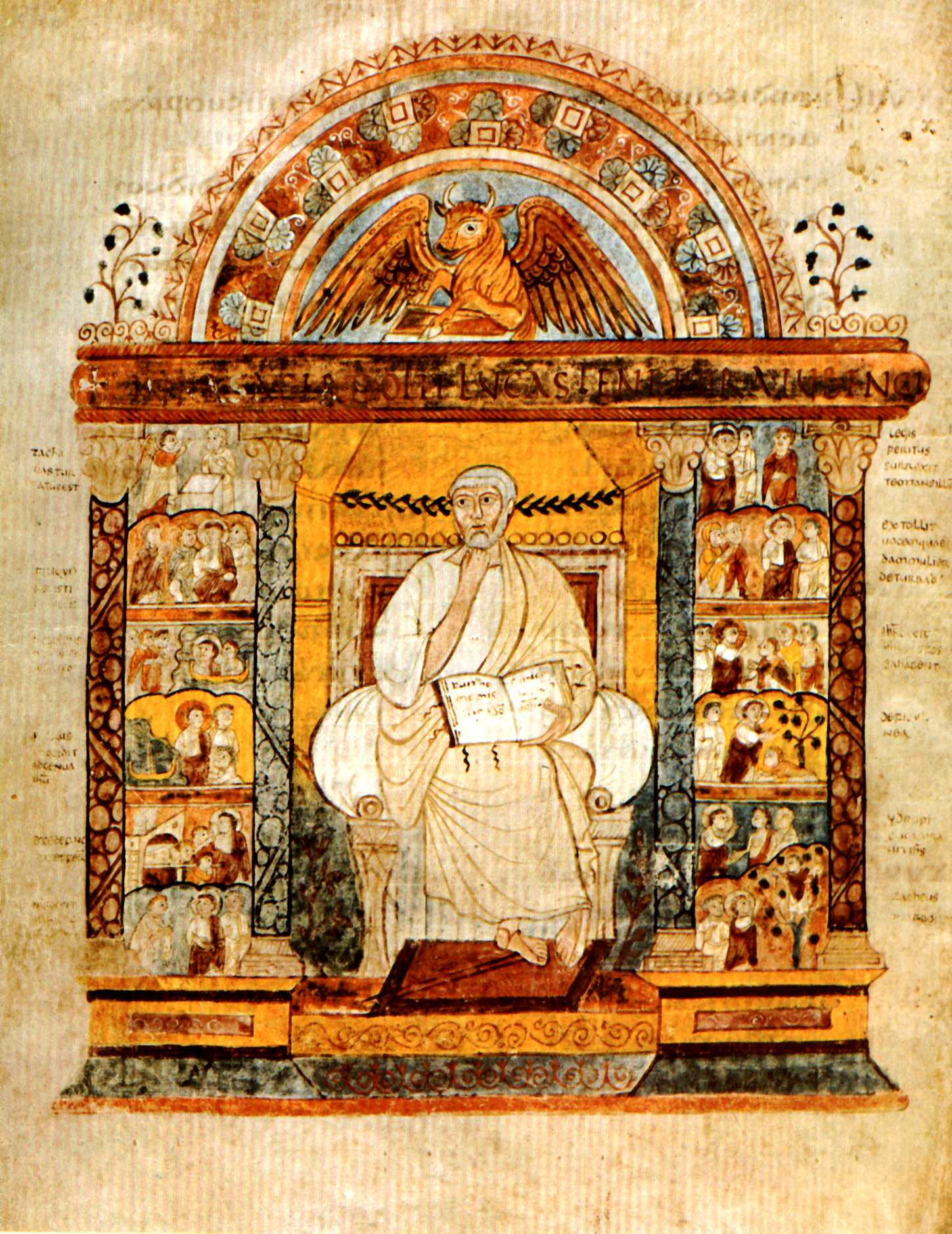
لوقا في إنجيل القديس أغسطينوس ، القرن السادس. الإيطالية. اتباع نماذج كلاسيكية أكثر رسمية ، مثل اللوحات القنصلية الإمبراطورية في Chronography of 354
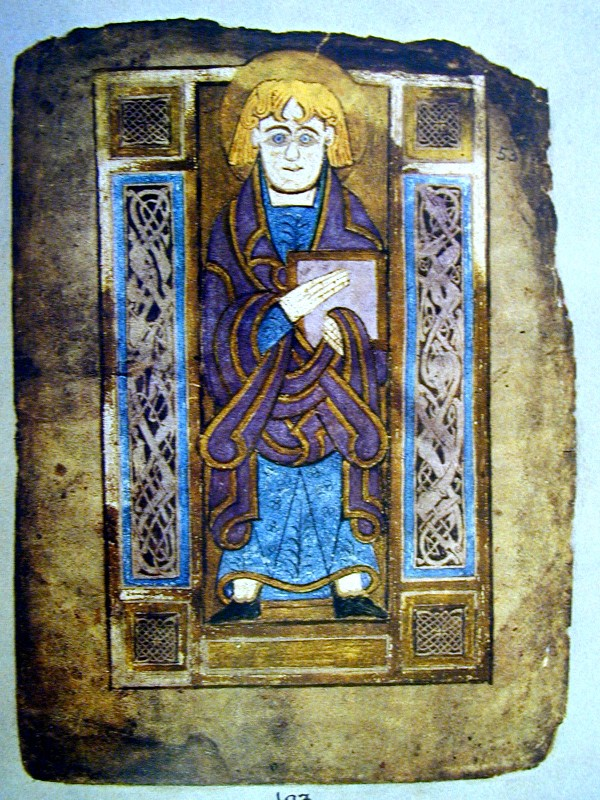
جون ، Book of Mulling ، في أواخر القرن الثامن عشر كتب إنجيل الجيب المعزولة ، مع صور مثل إضاءة الصفحة كاملة فقط.
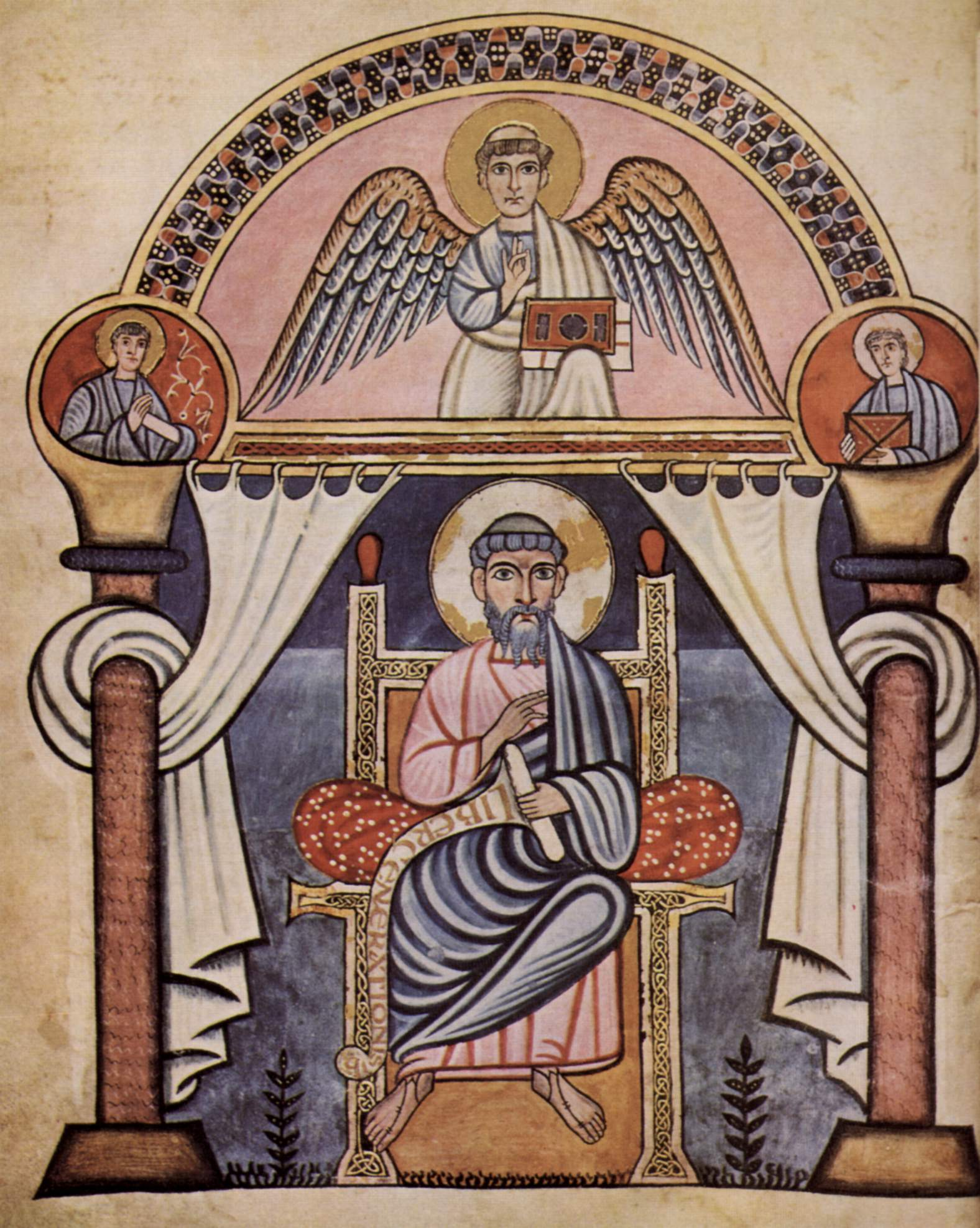
ماثيو. تجمع الأنجلو سكسونية في القرن الثامن ، بين العديد من التفاصيل الكلاسيكية ، مثل الستائر ، والديكور المتشابك على الكرسي. استكهولم الدستور الغذائي
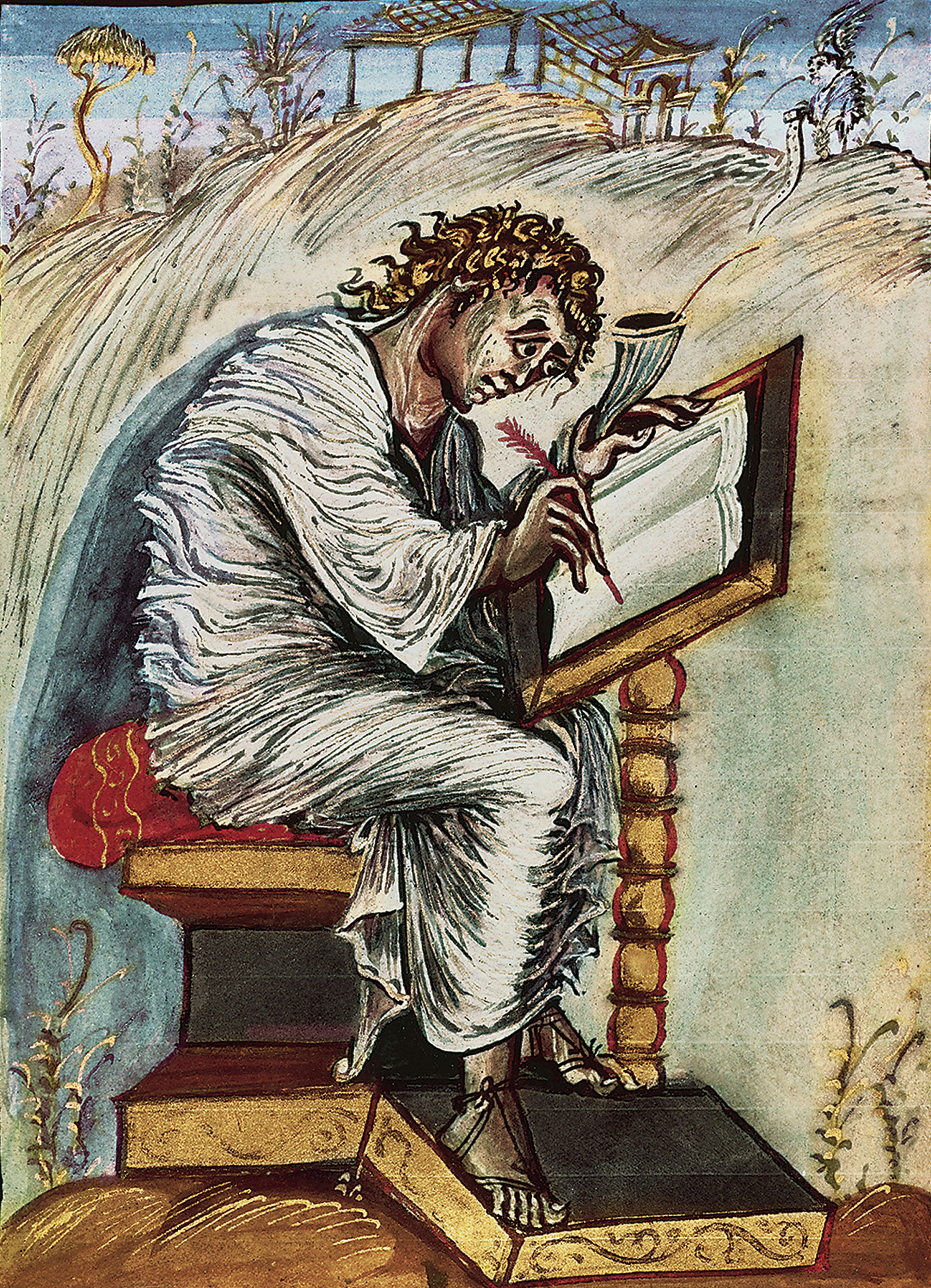
ايبو الانجيل ، القرن التاسع ، ماثيو
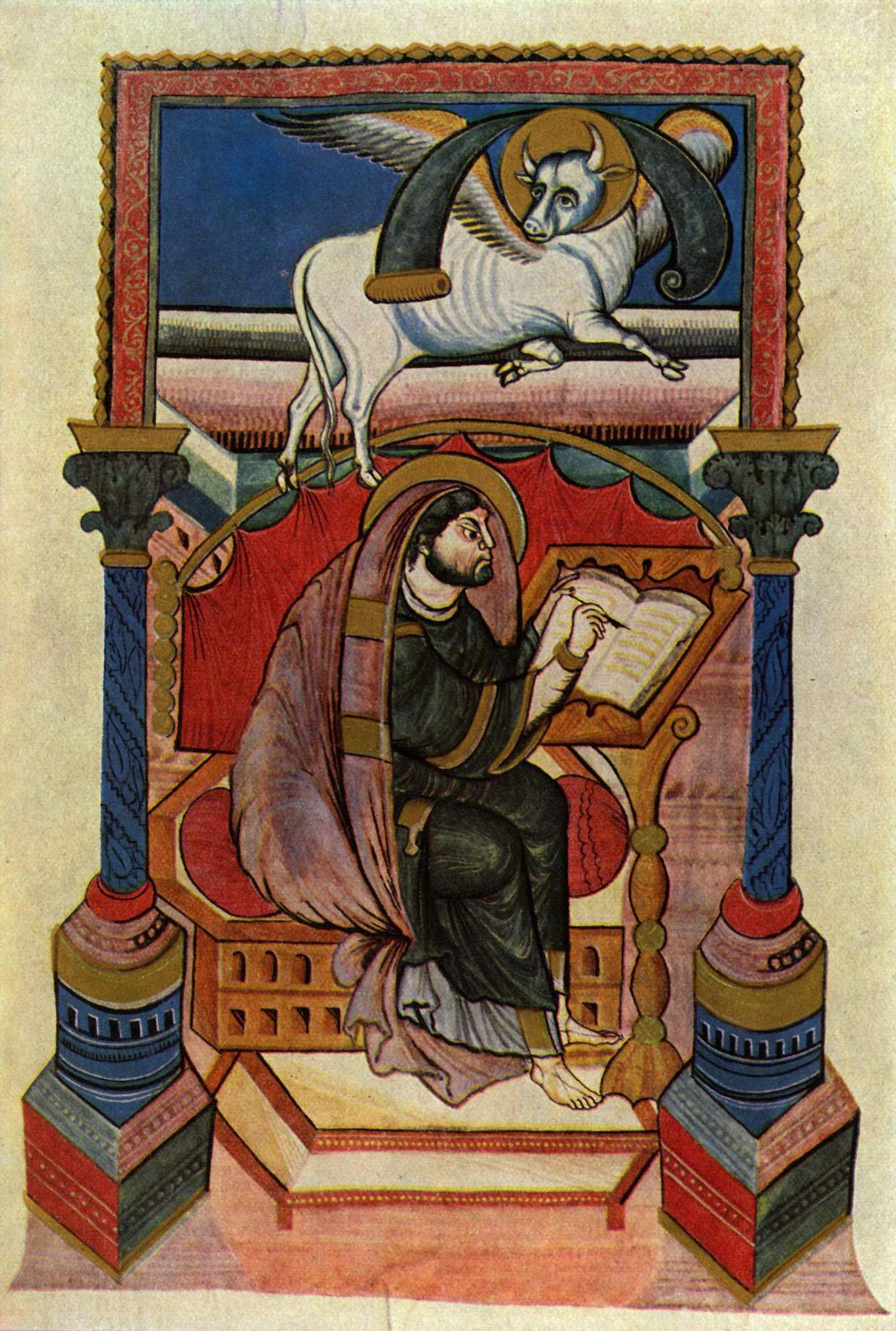
لوقا ، مدرسة فولدا ، ج. 840
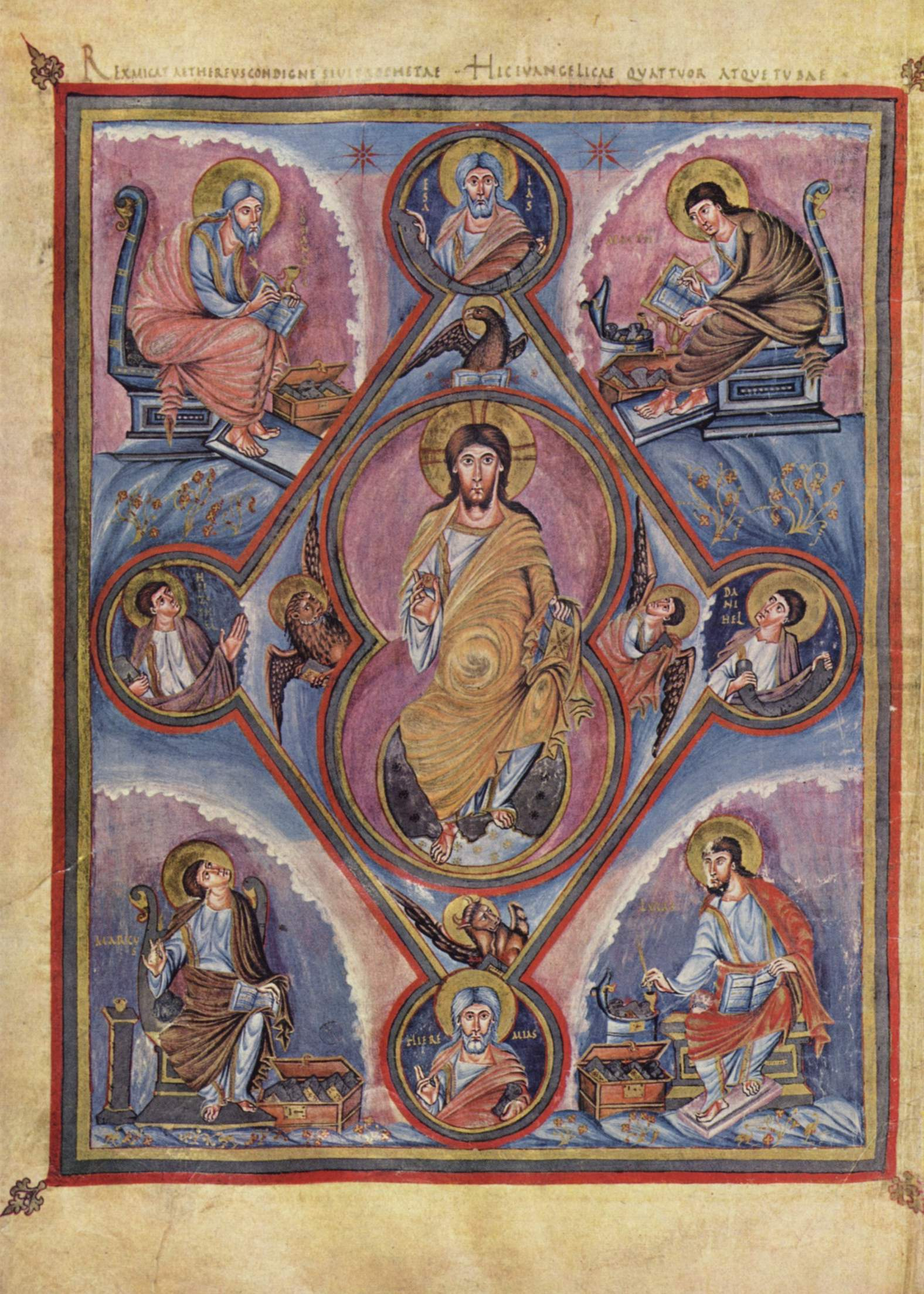
أربعة من الانجيليين والانبياء تحيط المسيح. ج. 850 من قبل Haregarius للسياحة .
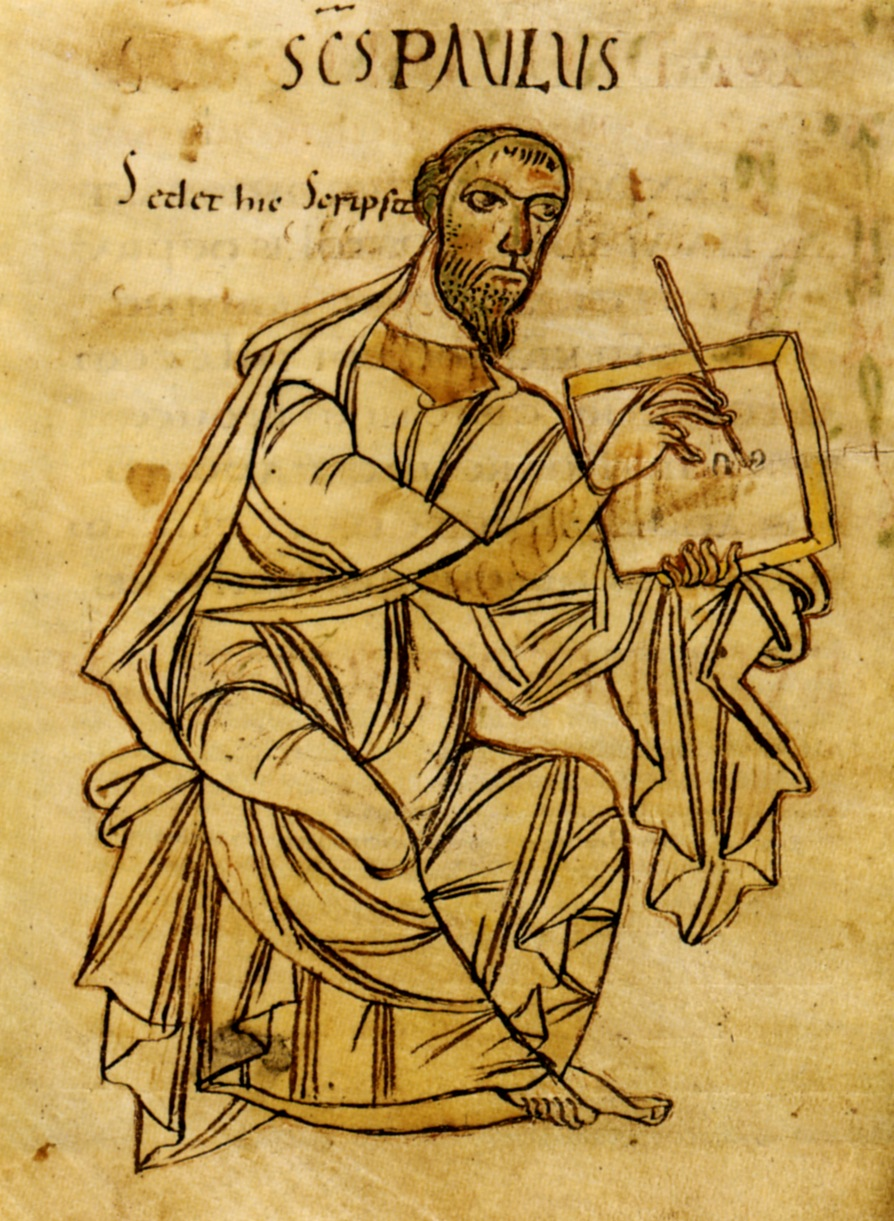
يتبع مؤلف الكتاب الأكثر ندرة من القرن التاسع بولس ، اتفاقيات مماثلة.
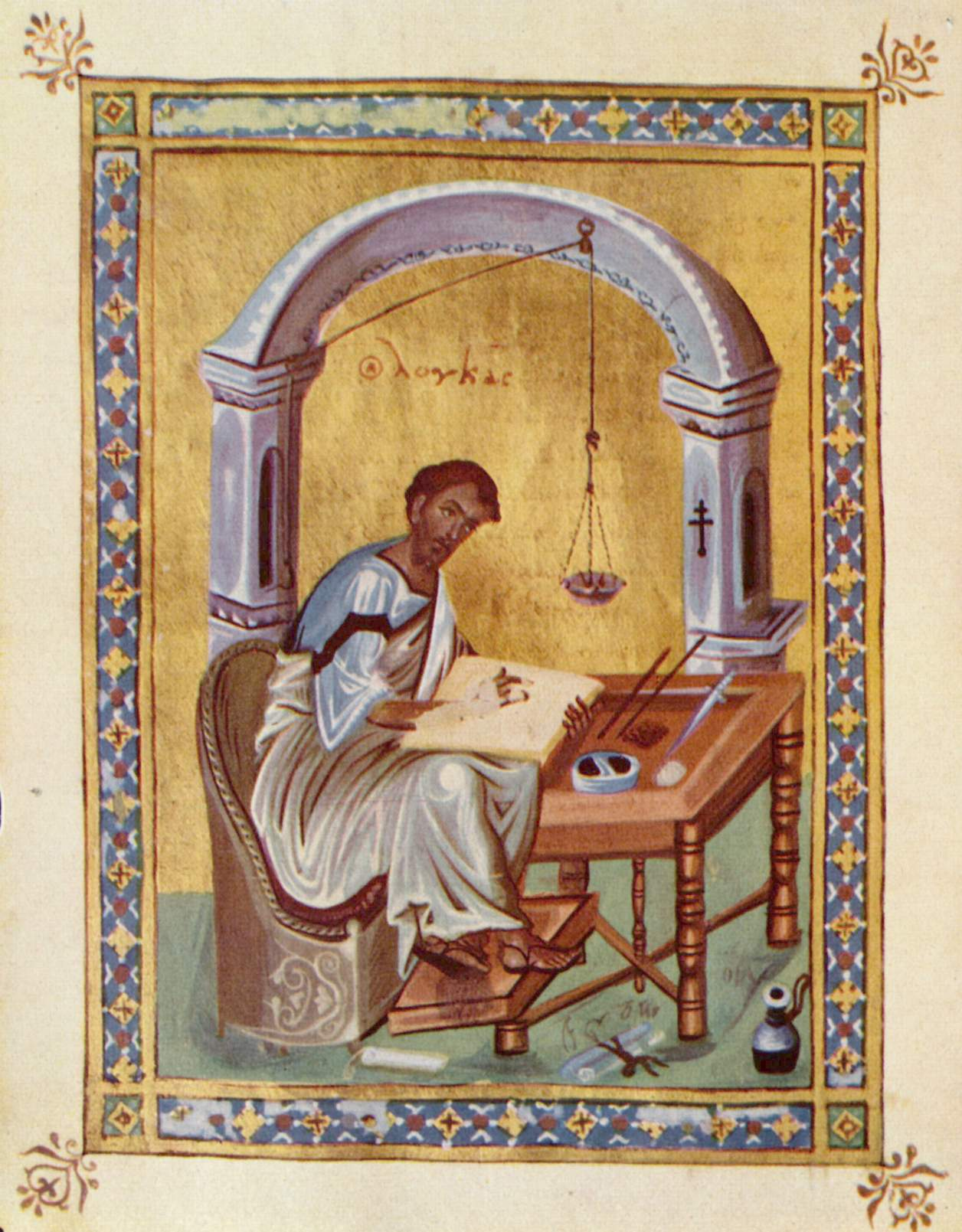
لوقا ، البيزنطية ، القرن العاشر ، المكتبة البريطانية . تعد المائدة الجانبية التي تحتوي على مواد الكتابة أكثر شيوعًا في العالم الأرثوذكسي.
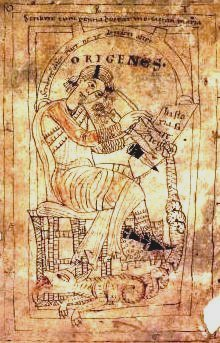
اوريجانوس تحولت ساق المنصة على شكل الدلفين ، التي ما زالت مفهومة في أمثلة بيزنطية ، إلى نوع من التنين في شمال أوروبا
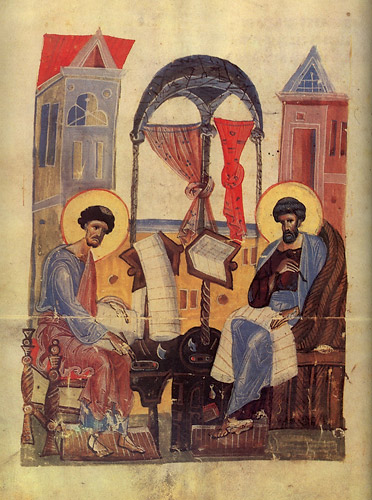
سباسكي الانجيل ، ياروسلافل ، 1220. قارن بين القوس والستائر مع Chrongraphy of 354؛ تبدو وظيفتها الآن مفقودة في هذه الصورة المزدوجة ، التي لا يعرف الفنان أيضًا كيفية عمل التمرير.
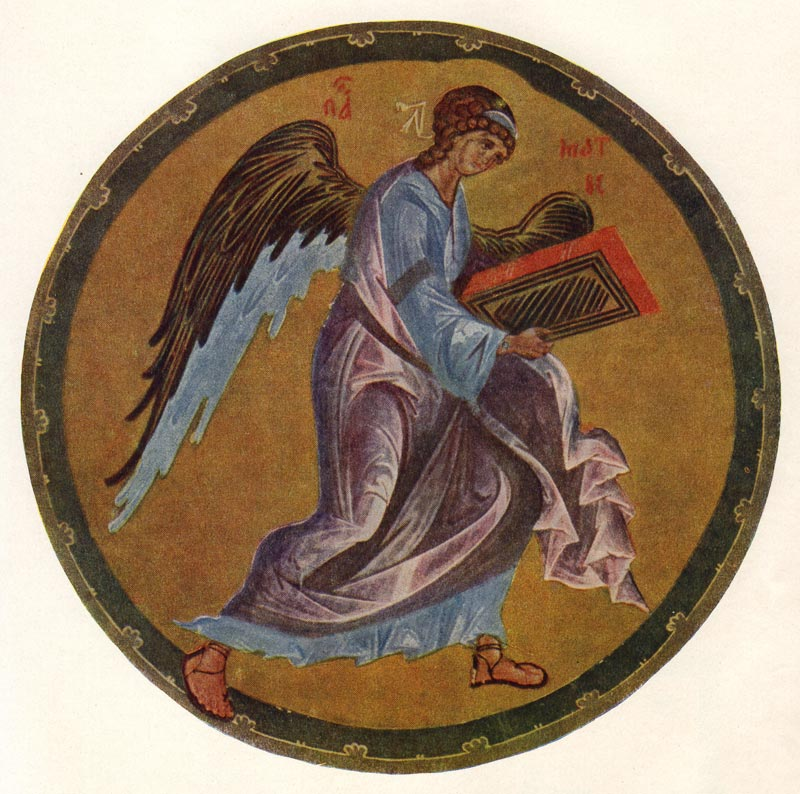
ملاك ماثيو ، المصغر الوحيد المعروف لأندريه روبليف ، من إنجيل خيتروفو ، ج. 1400 ، تحتوي على صور كاملة للإنجيليين وأول رموز صفحات كاملة باللغة الروسية.